# Minuartia elegans
Minuartia elegans là loài thực vật có hoa thuộc họ Cẩm chướng. Loài này được (Cham. & Schltdl.) Schischk. mô tả khoa học đầu tiên năm 1936.